# Bonsai
Bonsai er den japanske udtale af det kinesiske ord penzai eller oprindeligt: penjing (盆景; transskriberet på pinyin: pén jǐng; ordret = "landskab på bakke"). Det er en dyrkningsmetode, som skaber dværgvækst hos træagtige planter. Det er egentlig en gammel kinesisk kunstform, som går ud på at plante små træer i skåle og derefter beskære og forme dem gennem en række år. Kunsten spredte sig til Japan, og derfra er den nået til den vestlige verden.
I dag findes der museer, som udstiller bonsaiplanter både i Japan, Amerika og Europa. De ældste, endnu levende bonsaiplanter hævdes at være næsten 400 år gamle.